# Kenyanthropus
Kenyanthropus era um gênero de hominídeo extinto. Foi descoberta próxima ao Lago Turkana, Quênia, em 1999, por Justus Erus, que fazia parte de uma equipe dirigida por Meave Leakey e sua filha Louise. O fóssil achado era datado de 3,5 a 3,2 milhões de anos (Plioceno). Possui traços faciais planos e delicados e dentes relativamente pequenos.
Os cientistas propuseram definir o género Kenyanthropus, pois o crânio encontrado mostra uma mistura equilibrada de traços de Australopithecus e Homo, se parece com o KNM ER 1470, outro fóssil encontrado na região e classificado como Homo rudolfensis, e com uma datação muito menor, de uns 1,8 milhão de anos. Não obstante, dado que a espécie-tipo (KNM-WT-4000) está terrivelmente distorcido, há autores que não o consideram nem um género e nem uma espécie válida e que poderia tratar-se simplesmente de um espécime de Australopithecus afarensis, inclusive alguma espécie de Homo (tal como Homo rudolfensis).